# Ali II ibn Husayn
ʿAlī II ibn Husayn (24 novembre 1712 – Palazzo del Bardo, 26 maggio 1782) è stato Bey di Tunisi dal 1759 alla propria morte.
Investito del titolo di Principe della Corona dal fratello Rashid Bey, il 3 settembre 1756, gli succedette al trono alla sua morte il 12 febbraio 1759. Il suo regno venne caratterizzato da un generale riassesto del paese e da un incremento notevole del commercio: la Tunisia conobbe così una certa prosperità in particolare grazie ai profitti tratti dal commercio con gli stati europei, intensificando nello specifico i contatti con la Francia, la Spagna ed il Portogallo.
Alcuni contrasti sotto il suo regno, nacquero in occasione dell'insurrezione della Corsica contro la Repubblica di Genova nel 1768. A seguito degli intrighi di un certo Pacciola, Luogotenente di Paoli (capo dell'insurrezione corsa), Ali rifiutò di riconoscere la nazionalità francese delle navi corse e le fece catturare da corsari tunisini al suo servizio. Questo provocò una guerra tra Tunisia e Francia che portò quest'ultima a dare una dimostrazione del proprio potere in uno dei principali porti tunisini nel giugno del 1770, al quale seguì a breve un trattato di pace siglato tra i due Stati.
Il 9 febbraio 1777, ammalatosi gravemente, concesse la reggenza al figlio maggiore Hammūda che la mantenne sino alla di lui morte, nel 1782, quando poté ufficialmente ascendere al trono tunisino.